# Notholirion bulbuliferum
Notholirion bulbuliferum är en liljeväxtart som först beskrevs av Alexander von Lingelsheim, och fick sitt nu gällande namn av William Thomas Stearn. Notholirion bulbuliferum ingår i släktet Notholirion och familjen liljeväxter. Inga underarter finns listade.